# 元疃镇
元疃镇，是中华人民共和国安徽省合肥市肥东县下辖的一个乡镇级行政单位。

## 行政区划
元疃镇下辖以下地区：
元疃社区、曙光村、三合村、汪郢村、马皇村、杨祠村、明星村、路集村、塘西村和义和村。